# Ortskapelle Aichdorf

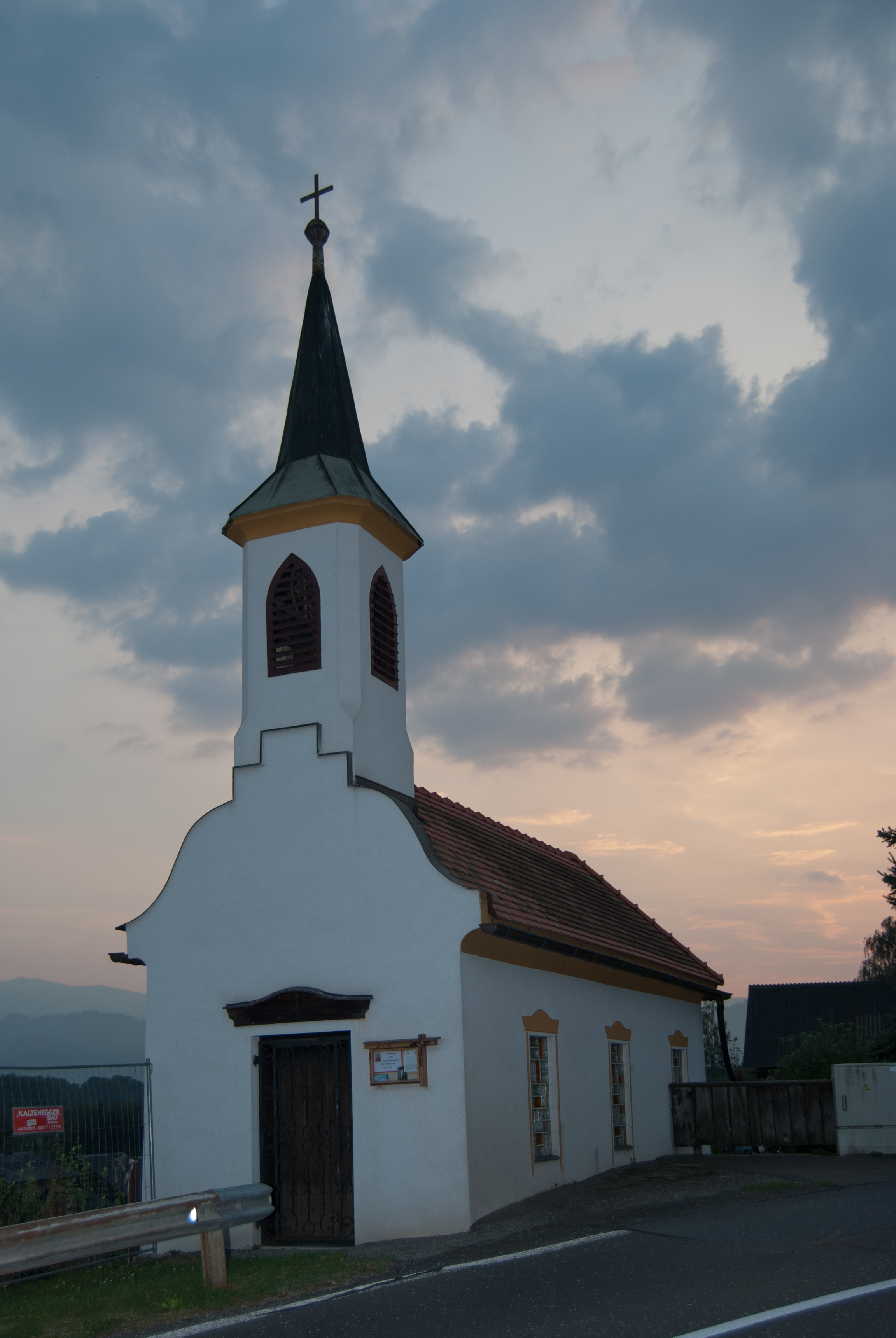
Ortskapelle Aichdorf

Die römisch-katholische Ortskapelle Aichdorf befindet sich im Ort Aichdorf in der Gemeinde Fohnsdorf, Steiermark. Sie ist dem heiligen Georg gewidmet. Die Ortskapelle steht unter Denkmalschutz.